# Studio Nue

Siedziba Studia Nue w anime Macross

Studio Nue – japońskie studio designerskie, zajmujące się przede wszystkim tworzeniem anime. Założone w 1972 roku jako Crystal Art Studio przez czterech fanów SF: Naoyuki Kato, Kenichi Matsuzaki, Kazutaka Miyatake i Haruka Takachiho. W 1974 studio zmieniło nazwę na obecną.
Na świecie znani przede wszystkim jako twórcy serii Macross (wraz z agencją reklamową Big West Advertising i studiem animacji Artland). W Polsce swego czasu popularnymi anime były Generał Daimos (produkcja: Sunrise, Toei Animation, animacja: Artland) i francusko-japoński Ulisses 31 (Tokyo Movie Shinsha), dla którego członkowie studia wykonali projekty mechów i statków kosmicznych.
Znanym członkiem studia jest Shoji Kawamori (nieoficjalny współtwórca zabawek Transformers, obecnie również producent wykonawczy w studiu Satelight).

## Wybrane produkcje, nad którymi pracowało Studio Nue

### SeriaMacross(twórca wymieniony z osoby: Shoji Kawamori) – animacja:Artland,Triangle Staff,Ashi Productions,Satelight[4][5][6][7]
- Chōjikū Yōsai Macross
- Macross: Do You Remember Love?
- Macross: Flash Back 2012
- Macross Plus
- Macross 7
- Macross Dynamite 7
- Macross Zero
- Macross Frontier
- Macross Delta

Macross II, Lovers Again jest jedyną serią Macross, nad którą nie pracował nikt ze Studia Nue.

### SeriaOrguss– animacja: Artland, J.C.Staff[8][9]
- The Super Dimension Century Orguss
- The Super Dimension Century Orguss II

### SeriaCrusher Joe– animacja:Nippon Sunrise[10][11]
- Crusher Joe
- Crusher Joe: The Ice Prison
- Crusher Joe: The Ultimate Weapon: Ash

### SeriaDirty Pair– na podstawie książek z gatunku komedii SF autorstwa Haruka Takachiho – animacja: Sunrise[12]
- Dirty Pair Affair of Nolandia
- Dirty Pair
- Dirty Pair OVA series
- Dirty Pair Project Eden
- Dirty Pair Flight 005 Conspiracy
- Dirty Pair Flash

### Inne
- Space Battleship Yamato – animacja: Group TAC[13]
- Chogattai Majutsu Robot Ginguiser – animacja: Nippon Animation[14]
- Chōdenji Robo Combattler V – animacja: Nippon Sunrise[15]
- Arcadia of My Youth – animacja: Toei Animation[16]
- Techno Police 21C – animacja: Dragon Production[17]
- The Vision of Escaflowne – animacja: Sunrise[18]